# Wangkalkepuh
Wangkalkepuh is een bestuurslaag in het regentschap Jombang van de provincie Oost-Java, Indonesië. Wangkalkepuh telt 1842 inwoners (volkstelling 2010).